# ابوطاهر یزید شروانشاه
ابوطاهر یزید شروانشاه چهارمین شاه شروان بود. او به دست‌نشانده سالاریان و ساجیان تبدیل شد. یزید همچنین با هاشمیان دربند نیز نبرد کرد.